# Método delta
En estadística, el método delta es un método para derivar un aproximado de la distribución de probabilidad para una función de un estimador estadístico asintóticamente normal a partir del conocimiento de la limitación de varianza. En términos más generales, el método delta puede ser considerado como una generalización del teorema del límite central.

## Demostración en el caso Univariado
La demostración de este resultado es bastante sencilla bajo el supuesto de que g′(θ) es continua . Para comenzar, utilizamos el teorema del valor medio:
{\displaystyle g(X_{n})=g(\theta )+g'({\tilde {\theta }})(X_{n}-\theta ),}
donde {\displaystyle {\tilde {\theta }}} queda entre Xn y θ.
Tenga en cuenta que, dado que {\displaystyle X_{n}\,{\xrightarrow {P}}\,\theta } implica que {\displaystyle {\tilde {\theta }}\,{\xrightarrow {P}}\,\theta } y dado que g′(θ) es continua, aplicando el teorema de mapeo continuo se obtienes
{\displaystyle g'({\tilde {\theta }})\,{\xrightarrow {P}}\,g'(\theta ),}
donde {\displaystyle {\xrightarrow {P}}} denota la convergencia en la probabilidad.
Reordenando los términos y multiplicando por {\displaystyle {\sqrt {n}}} nos da
{\displaystyle {\sqrt {n}}[g(X_{n})-g(\theta )]=g'({\tilde {\theta }}){\sqrt {n}}[X_{n}-\theta ].}
Dado que:
{\displaystyle {{\sqrt {n}}[X_{n}-\theta ]{\xrightarrow {D}}{\mathcal {N}}(0,\sigma ^{2})}}
por los suposición de, se deduce de inmediato de apelación al Teorema de Slutsky de que
{\displaystyle {{\sqrt {n}}[g(X_{n})-g(\theta )]{\xrightarrow {D}}{\mathcal {N}}(0,\sigma ^{2}[g'(\theta )]^{2})}.}
Con lo que queda demostrado lo indicado.

## Motivación del método delta multivariado
Por definición, un estimador consistente B converge en probabilidad a su verdadero valor β, y a menudo por el teorema del límite central se pueden aplicar para obtener normalidad asintótica: 
{\displaystyle {\sqrt {n}}\left(B-\beta \right)\,{\xrightarrow {D}}\,N\left(0,\Sigma \right),}
donde n es el número de observaciones y Σ es una matriz de covarianza (simétrica positivo semi-definida). Supongamos que queremos para estimar la varianza de una h función de la estimador de B. Manteniendo solo los primeros dos términos de la serie Taylor , y el uso de la notación vector para la gradiente de , podemos estimar h (B) como se
{\displaystyle h(B)\approx h(\beta )+\nabla h(\beta )^{T}\cdot (B-\beta )}
lo que implica la varianza de h (B) es aproximadamente el
{\displaystyle {\begin{aligned}\operatorname {Var} \left(h(B)\right)&\approx \operatorname {Var} \left(h(\beta )+\nabla h(\beta )^{T}\cdot (B-\beta )\right)\\&=\operatorname {Var} \left(h(\beta )+\nabla h(\beta )^{T}\cdot B-\nabla h(\beta )^{T}\cdot \beta \right)\\&=\operatorname {Var} \left(\nabla h(\beta )^{T}\cdot B\right)\\&=\nabla h(\beta )^{T}\cdot Cov(B)\cdot \nabla h(\beta )\\&=\nabla h(\beta )^{T}\cdot (\Sigma /n)\cdot \nabla h(\beta )\end{aligned}}}
Uno puede utilizar el teorema del valor medio (para las funciones reales de varias variables) para ver que este no se basa en tomar aproximación de primer orden.
Por lo tanto, El método delta implica que:
{\displaystyle {\sqrt {n}}\left(h(B)-h(\beta )\right)\,{\xrightarrow {D}}\,N\left(0,\nabla h(\beta )^{T}\cdot \Sigma \cdot \nabla h(\beta )\right)}
o en términos univariados,
{\displaystyle {\sqrt {n}}\left(h(B)-h(\beta )\right)\,{\xrightarrow {D}}\,N\left(0,\sigma ^{2}\cdot \left(h^{\prime }(\beta )\right)^{2}\right).}

## Ejemplo
Supongamos que Xn es Binomial con parámetros p y la n. Desde 
{\displaystyle {{\sqrt {n}}\left[{\frac {X_{n}}{n}}-p\right]\,{\xrightarrow {D}}\,N(0,p(1-p))},}
podemos aplicar el método Delta con g (θ) = log (θ) para ver
{\displaystyle {{\sqrt {n}}\left[\log \left({\frac {X_{n}}{n}}\right)-\log(p)\right]\,{\xrightarrow {D}}\,N(0,p(1-p)[1/p]^{2})}}
Por lo tanto, la varianza de  {\displaystyle \log \left({\frac {X_{n}}{n}}\right)} es aproximadamente
{\displaystyle {\frac {1-p}{p\,n}}.\,\!}
Por otra parte, si {\displaystyle {\hat {p}}} and {\displaystyle {\hat {q}}} son estimaciones de los diferentes tipos de grupo de muestras independientes de tamaños n y m respectivamente, entonces el logaritmo de la estimación de riesgo relativo {\displaystyle {\frac {\hat {p}}{\hat {q}}}}  aproximadamente él está normalmente distribuida con varianza que puede ser estimada por los {\displaystyle {\frac {1-{\hat {p}}}{{\hat {p}}\,n}}+{\frac {1-{\hat {q}}}{{\hat {q}}\,m}}}. Esto es útil para construir una prueba de hipótesis o para hacer un intervalo de confianza para el riesgo relativo.

## Nota
El método delta se utiliza a menudo en una forma que es esencialmente idéntica a la anterior, pero sin el supuesto de que X n o B es asintóticamente normal. A menudo el único contexto es que la varianza es "pequeña". Los resultados a continuación, solo dan aproximaciones a los medios y covarianzas de las cantidades transformadas. Por ejemplo, las fórmulas presentadas en Klein (. 1953, p 258) son: 
{\displaystyle {\begin{aligned}\operatorname {Var} \left(h_{r}\right)=&\sum _{i}\left({\frac {\partial h_{r}}{\partial B_{i}}}\right)^{2}\operatorname {Var} \left(B_{i}\right)+\\&\sum _{i}\sum _{j\neq i}\left({\frac {\partial h_{r}}{\partial B_{i}}}\right)\left({\frac {\partial h_{r}}{\partial B_{j}}}\right)\operatorname {Cov} \left(B_{i},B_{j}\right)\\\operatorname {Cov} \left(h_{r},h_{s}\right)=&\sum _{i}\left({\frac {\partial h_{r}}{\partial B_{i}}}\right)\left({\frac {\partial h_{s}}{\partial B_{i}}}\right)\operatorname {Var} \left(B_{i}\right)+\\&\sum _{i}\sum _{j\neq i}\left({\frac {\partial h_{r}}{\partial B_{i}}}\right)\left({\frac {\partial h_{s}}{\partial B_{j}}}\right)\operatorname {Cov} \left(B_{i},B_{j}\right)\end{aligned}}}
donde hr es el résimo elemento de h(B) y Bi es el iésimo elemento de B. La única diferencia es que Klein declaró estos como identidades, mientras que son en realidad aproximaciones.